# Parafia Niepokalanego Serca Najświętszej Maryi Panny w Woli Piskulinej
Parafia Niepokalanego Serca Najświętszej Maryi Panny w Woli Piskulinej – parafia rzymskokatolicka, znajdująca się w diecezji tarnowskiej, w dekanacie Łącko.